# Al-Uzza
Al-Uzza (arab. ‏العزى‎) – wczesnoarabska bogini planety Wenus. Czczona również przez Nabatejczyków oraz w państwie Kataban (obszar dzisiejszego Jemenu). Jej symbolem była gołębica. Główne sanktuarium znajdowało się w Nachla, gdzie rósł poświęcony bogini święty gaj oraz wyrocznia. W Mekce czczona była pod postacią drewnianej gołębicy.
Przekazy wskazują, że składano jej ofiary z ludzi.